# Sjarhej Nowikau (Biathlet)
Sjarhej Waljanzinawitsch Nowikau (belarussisch Сяргей Валянцінавіч Новікаў, russisch Сергей Валентинович Новиков/Sergei Walentinowitsch Nowikow; * 27. April 1979 in Tschawussy, Mahiljouskaja Woblasz, Weißrussische Sozialistische Sowjetrepublik, UdSSR) ist ein ehemaliger belarussischer Biathlet.
Sjarhej Nowikau ist Student und lebt in Mahiljou, den Biathlonsport betreibt er seit 1990. Trainiert wird er dabei von Anatoli Perepetschkin. Seit 2001 gehört der für Dinamo Minsk startende Sportler zum belarussischen Nationalkader. Sein internationales Debüt gab Nowikow noch ohne nennenswerte Erfolge bei den 1999er Juniorenweltmeisterschaften in Pokljuka. Danach wurde er erstmals in Europacup eingesetzt und gewann sein erstes Rennen, ein Einzel, in Champex-Lac und wurde danach Zweiter im Sprint. 2000 startete er beim Staffelrennen der Europameisterschaften in Zakopane und wurde dort Sechster. Im Sommer des Jahres nahm er erneut in der Staffel bei den Weltmeisterschaften im Sommerbiathlon in Chanty-Mansijsk teil und belegte den siebten Platz.
Zum Beginn der Saison 2000/01 debütierte Nowikow im Biathlon-Weltcup. Bei einem Einzel in Hochfilzen wurde er 76. Sein erstes nennenswertes Ergebnis erreichte er 2003 als Vierter mit der Staffel in Ruhpolding. Kurz darauf lief er als 14. im Sprint von Lahti erstmals in die Punkteränge. Im Sommer des Jahres startete er erneut bei den Weltmeisterschaften im Sommerbiathlon in Forni Avoltri. Mit der Staffel verpasste Nowikow als Vierter nur knapp eine Medaille. Im Massenstart wurde er Siebter. 2005 war ein gutes Jahr für Nowikow. Im Weltcup erreichte er mehrfach annehmbare Platzierungen in den Punkterängen, bei den Europameisterschaften in Nowosibirsk wurde er Fünfter mit der Staffel, bei den Weltmeisterschaften in Hochfilzen Vierter mit der Staffel und bei den Weltmeisterschaften im Sommerbiathlon gewann er schließlich Staffelbronze (mit Rustam Waliullin, Aljaksandr Syman und Aljaksandr Uszinau) in Muonio.
In der Saison 2005/06 erreichte er mehrere gute Weltcupplatzierungen, etwa ein zwölfter Verfolgungsplatz in Osrblie, ein zehnter Platz in der Verfolgung von Antholz, vor allem jedoch in Staffelrennen. In Turin wurde Nowikow 2006 erstmals bei Olympischen Spielen eingesetzt. Er startete in allen Rennen außer dem Massenstart und erreichte als bestes Ergebnis einen 24. Platz im Einzel. Bei den anschließenden Europameisterschaften in Langdorf wurde er Europameister in der Verfolgung und mit Waliullin, Uladsimer Dratschou und Oleg Ryschenkow in der Staffel, weiterhin gewann er Silber hinter Jaroslav Soukup im Sprint und wurde im Einzel Vierter. 2007 trat er außer im Massenstart bei allen Rennen der Weltmeisterschaft an, bestes Ergebnis war hierbei ein 13. Platz mit der Mixed-Staffel.
Seinen größten sportlichen Erfolg feierte Sjarhej Nowikau bei Olympischen Winterspielen 2010 in Vancouver. Nach fehlerfreier Schießleistung belegte er im Einzelrennen über 20 km den 2. Platz, gemeinsam mit Ole Einar Bjørndalen. Das ist gleichzeitig Nowikaus bisher beste Platzierung im Weltcup.

## Biathlon-Weltcup-Platzierungen
Die Tabelle zeigt alle Platzierungen (je nach Austragungsjahr einschließlich Olympische Spiele und Weltmeisterschaften).
- 1.–3. Platz: Anzahl der Podiumsplatzierungen
- Top 10: Anzahl der Platzierungen unter den ersten zehn (einschließlich Podium)
- Punkteränge: Anzahl der Platzierungen innerhalb der Punkteränge (einschließlich Podium und Top 10)
- Starts: Anzahl gelaufener Rennen in der jeweiligen Disziplin
- Staffel: inklusive Mixed- und Single-Mixed-Staffeln

| Platzierung                      | Einzel | Sprint | Verfolgung | Massenstart | Staffel | Gesamt |
| -------------------------------- | ------ | ------ | ---------- | ----------- | ------- | ------ |
| 1. Platz                         |        |        |            |             |         |        |
| 2. Platz                         | 1      |        |            |             | 1       | 2      |
| 3. Platz                         |        |        |            |             | 1       | 1      |
| Top 10                           | 1      |        | 1          | 1           | 22      | 25     |
| Punkteränge                      | 11     | 25     | 21         | 8           | 39      | 104    |
| Starts                           | 27     | 75     | 39         | 8           | 39      | 188    |
| Stand: nach der Saison 2009/2010 |        |        |            |             |         |        |

## Erfolge
- Olympische Winterspiele:

- 2010: 1× Silber (Einzel)

- Weltmeisterschaften:

- 2008: 1× Silber (Mixed-Staffel)